# Cecil Dennis
Charles Cecil Dennis Jr. (21 de febrero de 1931 - 22 de abril de 1980) fue un político liberiano que se desempeñó como Ministro de Relaciones Exteriores bajo el presidente William Tolbert desde 1973 hasta el golpe de Estado de 1980 liderado por Samuel Doe. Junto con otros miembros del Gabinete de Tolbert, fue juzgado y ejecutado de inmediato por un pelotón de fusilamiento diez días después del golpe.
Fue precedido como Ministro de Asuntos Exteriores por Rocheforte Lafayette Weeks y finalmente reemplazado por Gabriel Baccus Matthews.

## Biografía
Charles Cecil Dennis, Jr, nació en el condado de Montserrado,  Liberia, el 21 de febrero de 1931. Asistió al Colegio de África Occidental en Liberia, antes de ir a los Estados Unidos, donde ingresó a la Universidad de Lincoln, Pensilvania, donde se graduó en 1954 con una licenciatura en Ciencias Políticas.  Luego completó su educación en la Facultad de Derecho de la Universidad de Georgetown en Washington D. C. Posteriormente fue llamado a la política en Liberia.
En 1973, Dennis fue nombrado Ministro de Asuntos Exteriores, cargo que ocupó hasta su muerte.